# Agyagosszergény
Agyagosszergény là một thị trấn thuộc hạt Győr-Moson-Sopron, Hungary. Thị trấn này có diện tích 19,89 km², dân số năm 2010 là 891 người, mật độ 45 người/km².